# グレプ・スヴャトスラヴィチ (スモレンスク公)
グレプ・スヴャトスラヴィチ（ロシア語: Глеб Святославич、1355年頃 - 1399年）は、スモレンスク大公スヴャトスラフの長男である。スモレンスク大公：1392年 - 1395年。

## 生涯
1386年、リトアニア大公国とのヴィフラ川の戦いに参加するが、捕虜となってリトアニアへ連行された。1389年にはヴィータウタスによってドイツ騎士団に身柄を預けられた。
1392年、スモレンスク公位に就いた。しかし1395年、リトアニアに捕縛され、スモレンスクはリトアニアに併合された。グレプはリトアニア大公国領のポロンノエ(ru)を与えられた。その後、リトアニアに属して1399年のヴォルスクラ川の戦いに参加し、死亡した。
息子のドミトリーはジジェムスキー家(ru)とソロメレツキー家(ru)、イヴァンはコルコジノフ家(ru)の祖となり、家名を残している。